# Eugénio Augusto de Oliveira
Eugénio Augusto de Oliveira (Ponta Delgada, 21 de novembro de 1852 — Angra do Heroísmo, 21 de maio de 1920) foi um presbítero e perfeito do Seminário Episcopal de Angra que se notabilizou no campo do jornalismo católico.

## Biografia
Nasceu na cidade de Ponta Delgada, na ilha de São Miguel, onde teve uma vida cheia de atribulações até chegar ao título sacerdotal. Frequentou várias aulas do Liceu Nacional de Ponta Delgada, de 1867 a 1870, cujo curso não completou. Foi empregado do comércio de 1870 a 1874, aplicando-se durante esse tempo no estudo das línguas francesa e inglesa.
Em 1874 abandonou a carreira comercial, e foi novamente para o liceu a fim de concluir os preparatórios necessários, para ingressar no curso de Teologia do Seminário Episcopal de Angra e seguir a vida sacerdotal. Em 1877 dava entrada no Seminário, como aluno interno, sendo aluno distinto e premiado nos três anos do curso. Faltando-lhe como preparatório o exame do 2.° ano de Geografia, Cronologia e História, completou estas disciplinas como aluno do Liceu Nacional de Angra do Heroísmo.
Foi ordenado presbítero em 18 de setembro de 1880. Foi então nomeado prefeito e professor do Seminário Diocesano de Angra, cargos que exerceu de 1880 a 1887, e nesta casa de instrução regeu temporariamente a aula de Francês, sendo nomeado professor de instrução secundária do mesmo Seminário em 17 de outubro de 1881, lugar que exerceu até 1888. Também ali exerceu os cargos de secretário, de professor de Liturgia e de Civilidade, e de fiscal da administração daquele estabelecimento.
Em 1888 foi nomeado vice-prior da paróquia de Nossa Senhora da Apresentação da Vila das Capelas, na ilha de São Miguel, mas retornou à ilha Terceira, pois por decreto de 8 de novembro de 1888 foi nomeado, precedendo concurso, professor das disciplinas do 4.° grupo do Liceu Nacional de Angra do Heroísmo, tomando posse em 31 de dezembro daquele ano. No Lice de Angra exerceu o cargo de professor efectivo de francês desde 1888, sendo reitor da instituição entre 1907 e 1909.
Destacou-se com jornalista, colaborando primeiro e dirigindo depois o jornal católico angrense Peregrino de Lourdes. Como jornalista e publicista revelou-se um dos mais aguerridos defensores das posições católicas, ficando célebre pela sua capacidade argumentativa e constante militância. Foi capelão da igreja do extinto Convento de São Gonçalo onde funcionou uma instituição de benemerência. 